# “英雄”
《“英雄”》（英语："Heroes" ）是英国歌手兼词曲作家大卫·鲍伊的第12张录音室专辑，1977年10月14日由RCA唱片发行。这也是他与制作人布莱恩·伊诺和托尼·维斯康蒂合作的“柏林三部曲”中的第二部，也是其中唯一一张全部在柏林录制的专辑。《“英雄”》继承了前张专辑中实验性的氛围音乐风格，但流行元素更多，歌词更富激情。
《“英雄”》在柏林三部曲中所受乐评家的好评最多。商业上它也获得了成功，在英国专辑排行榜取得第3的成绩。而专辑同名曲也成为鲍伊最著名和最受好评的歌曲之一。

## 制作和风格
《“英雄”》录制于西柏林的汉莎录音室。这张专辑反映了柏林这座分裂的城市所代表的冷战的时代精神。联合制作人托尼·维斯康蒂认为，“这是我在专辑制作生涯中最冒险的经历之一。录音室离柏林墙仅约460米，东德卫兵可以用望远镜看到我们的控制室里面。”
受到德国泡菜摇滚影响的鲍伊在这张专辑中表达了自己的敬意：专辑的名字是对德国乐队Neu!的专辑《Neu! '75》 中的歌曲《英雄》（"Hero"）的致敬，Neu!的吉他手迈克尔·罗瑟也曾被邀请参加专辑的制作。而专辑中歌曲《V-2 施耐德》的灵感则来自发电站乐队的成员弗洛里安·施耐德。

正如伊基·波普与鲍伊合作的专辑《白痴》的封面，《“英雄”》的专辑封面受到了德国艺术家埃里希·赫克尔的画作《罗奎洛》（Roquairol）的启发，并由日本摄影师锄田正义所拍摄。而专辑名字中的引号，是对“英雄”一词，或是对英雄主义概念的讽刺。
| 評論得分                 | 評論得分 |
| 來源                     | 評分     |
| ------------------------ | -------- |
| 《AllMusic》             | [ 10 ]   |
| 《搅拌器》               | [ 11 ]   |
| 《芝加哥论坛报》         | [ 12 ]   |
| 《克里斯特高的唱片指南》 | B+       |
| 《流行音乐百科》         | [ 14 ]   |
| 《娱乐周刊》             | A−       |
| 《新音乐快递》           | 8/10     |
| 《Pitchfork Media》      | 10/10    |
| 《滚石专辑指南》         | [ 18 ]   |
| 《选择》                 | 5/5      |

尽管《“英雄”》延续了鲍伊音乐创作中的的电子音乐和环境音乐风格，在曲目例如《怀疑感》和《新克尔恩》中加入了许多风格阴暗或有氛围感的器乐。但这张专辑仍被认为是富有激情、积极向上的作品，尤其是与之前风格较为忧郁的专辑《低》相比。
在专辑录制期间，布莱恩·伊诺使用了他的迂迴策略来帮助创作。

## 发行和影响
RCA唱片用“有旧浪潮。有新浪潮。还有大卫·鲍伊...”（There's Old Wave. There's New Wave. And there's David Bowie ...）的标语来宣传《“英雄”》 。专辑在1977年底发行后广受好评，并被《新音乐快递》和《旋律制造者》评为“年度专辑”。专辑在英国专辑排行榜取得第3的成绩，并连续26周上榜，但在美国却没有那么成功，最高排名只达第35名。
这张专辑产生的影响深远，例子之一便是约翰·列侬在1980年制作专辑《双重幻想》时说，他的目标是“做出和《“英雄”》一样出色的作品”。《滚石》则强调了伊诺在专辑制作中所起到的作用。

## 曲目

### 初次发行
| A面      | A面              | A面               | A面   |
| 曲序     | 曲目             | 词曲              | 时长  |
| -------- | ---------------- | ----------------- | ----- |
| 1.       | 《美女与野兽》   |                   | 3:32  |
| 2.       | 《狮子乔》       |                   | 3:05  |
| 3.       | 《“英雄”》       | 鲍伊、布莱恩·伊诺 | 6:07  |
| 4.       | 《寂静年代之子》 |                   | 3:15  |
| 5.       | 《停电》         |                   | 3:50  |
| 总时长： | 总时长：         | 总时长：          | 19:49 |

| B面      | B面                                                 | B面                       | B面   |
| 曲序     | 曲目                                                | 词曲                      | 时长  |
| -------- | --------------------------------------------------- | ------------------------- | ----- |
| 1.       | 《V-2 施耐德》                                      |                           | 3:10  |
| 2.       | 《怀疑感》                                          |                           | 3:57  |
| 3.       | 《苔藓花园》（"Moss Garden"）                       | 鲍伊、伊诺                | 5:03  |
| 4.       | 《新克尔恩》                                        | 鲍伊、伊诺                | 4:34  |
| 5.       | 《阿拉伯的秘密生活》（"The Secret Life of Arabia"） | 鲍伊、伊诺、卡洛斯·阿洛玛 | 3:46  |
| 总时长： | 总时长：                                            | 总时长：                  | 20:30 |

### 再次发行
RCA唱片于1980年代中期首次发行了《“英雄”》的CD版本。1991年由里科迪斯科唱片重新发行，并附带两首额外曲目。1991年的版本在英国由EMI唱片以CD、卡式录音带和黑胶唱片的形式发行，随后发行了限量版的20位深超级位映射AU20黄金CD。EMI/维京唱片在1999年再次发行了24位深的数字重制版CD，但没有附加曲目。2017年，这张专辑被重制并收录于帕洛风唱片公司所发行的专辑《新城中的新工作 (1977–1982)》，以CD、黑胶唱片和数字格式发行，随后于2018年2月单独发行。
| 1991年再次发行附加曲目 | 1991年再次发行附加曲目                                                                      | 1991年再次发行附加曲目 |
| 曲序                   | 曲目                                                                                        | 时长                   |
| ---------------------- | ------------------------------------------------------------------------------------------- | ---------------------- |
| 11.                    | 《阿卜杜勒·马吉德》（"Abdulmajid"）（未曾发行曲目, 录制于1976年至1979年；由鲍伊、伊诺创作） | 3:40                   |
| 12.                    | 《狮子乔》（1991年混音版）                                                                  | 3:08                   |

## 制作人员
- 大卫·鲍伊：人声、键盘、吉他、萨克斯风、日本筝、铃鼓[33]、和声、制作人

- 布莱恩·伊诺：合成器、键盘、吉他处理
- 罗伯特·弗里普（英语：Robert Fripp）：主音吉他
- 卡洛斯·阿洛玛（英语：Carlos Alomar）：节奏吉他
- 乔治·穆雷（英语：George Murray (musician)）：贝斯
- 丹尼斯·戴維斯（英语：Dennis Davis）：鼓，打击乐器
- 托尼·维斯康蒂（英语：Tony Visconti）：打击乐器[33]、和声、制作人
- 安东尼娅·马斯（Antonia Maass）：和声
- 科林·瑟斯顿（英语：Colin Thurston）：音频工程师